# Dujo
Els dujo, també anomenats Tama dujo i Tamas del Caguán, és un poble d'amerindis de Colòmbia.

## Població
Aquesta població està localitzada al predi conegut com El Trapichito, un territori recuperat a la fi de 1985. Habiten en el resguard denominat Tamas del Caguán. Compten amb una població estimada de 98 persones, distribuïts en una extensió de 954 hectàrees. El poble Dujo no conserva la seva llengua.

## Història
La història d'aquest grup s'ha caracteritzat per una constant lluita en pro de la conservació del seu territori. Els dujo, en els dominis dels quals es va establir la ciutat de Neiva, van iniciar el segle XVII les demandes per a recuperar les terres que conformaven el seu resguard. Després de les guerres d'independència i la dissolució dels resguards, alguns indígenes es van refugiar a les muntanyes.

## Cultura
Aquest poble està desenvolupant un procés de recuperació d'algunes de les seves tradicions, perquè les seves característiques culturals s'assemblen a la població pagesa de la regió; això es veu reflectit en la mena d'habitatge i en la seva organització social basada en la família nuclear. La màxima autoritat del seu sistema polític és el capítol.

## Organització
La base de l'organització social està centrada en la família nuclear els llaços de parentiu de la qual són de gran rellevància dins de la comunitat. Quant a l'organització política, malgrat la forta influència que exerceixen els sistemes occidentals d'organització, la màxima autoritat recau en el capítol.

## Subsistència
La subsistència del poble dujo es basa en l'agricultura minifundista amb cultius de blat de moro, plàtan, iuca i algunes plantes fruiteres. La dieta es complementa amb la cria d'espècies menors.